# Acanthosaura crucigera
Espèce
Synonymes
- Acanthosaura horrescens Lönnberg, 1916

Acanthosaura crucigera ou Acanthosaure de Boulenger ou Dragon des montagnes est une espèce de sauriens de la famille des Agamidae.
Il s'appelle en Thaïlande กิ้งก่าเขาหนามสั้น.

## Répartition
Cette espèce se rencontre en Birmanie, en Thaïlande, en Malaisie péninsulaire et au Cambodge.

## Habitat
L'acanthosaure de Boulenger vit à l'ombre de la canopée dans les forêts tropicales humides.

## Description

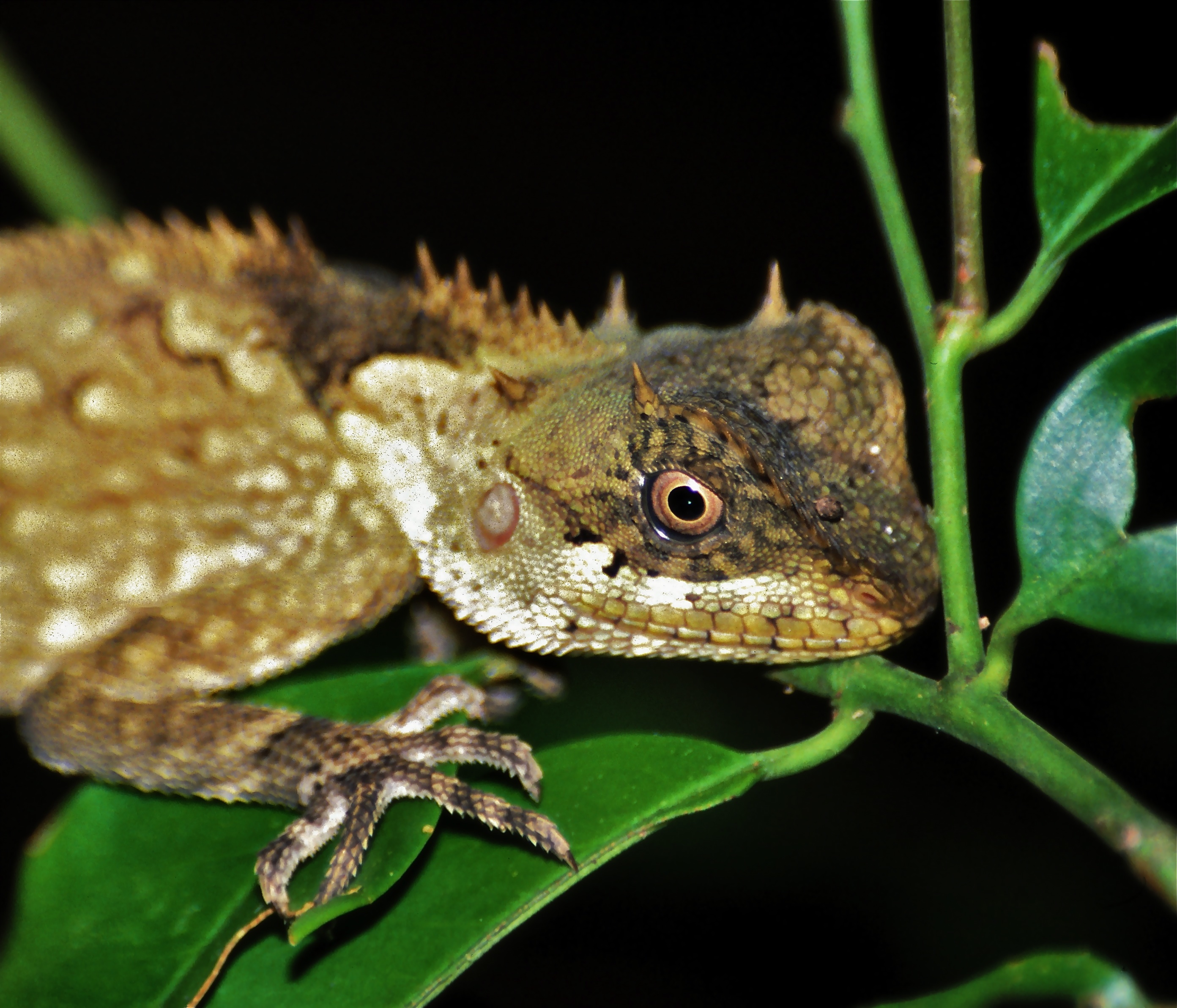
Acanthosaura crucigera juvénile

Ce lézard est diurne et fortement arboricole. Il ne regagne que très rarement le sol.
Il mesure de 26 à 30 cm de longueur.
Sa couleur brun-olive et verte lui permet d'être difficilement détecté par les prédateurs. De plus il se tient très souvent immobile, accroché verticalement à un tronc d'arbre, pour ne pas être repéré.

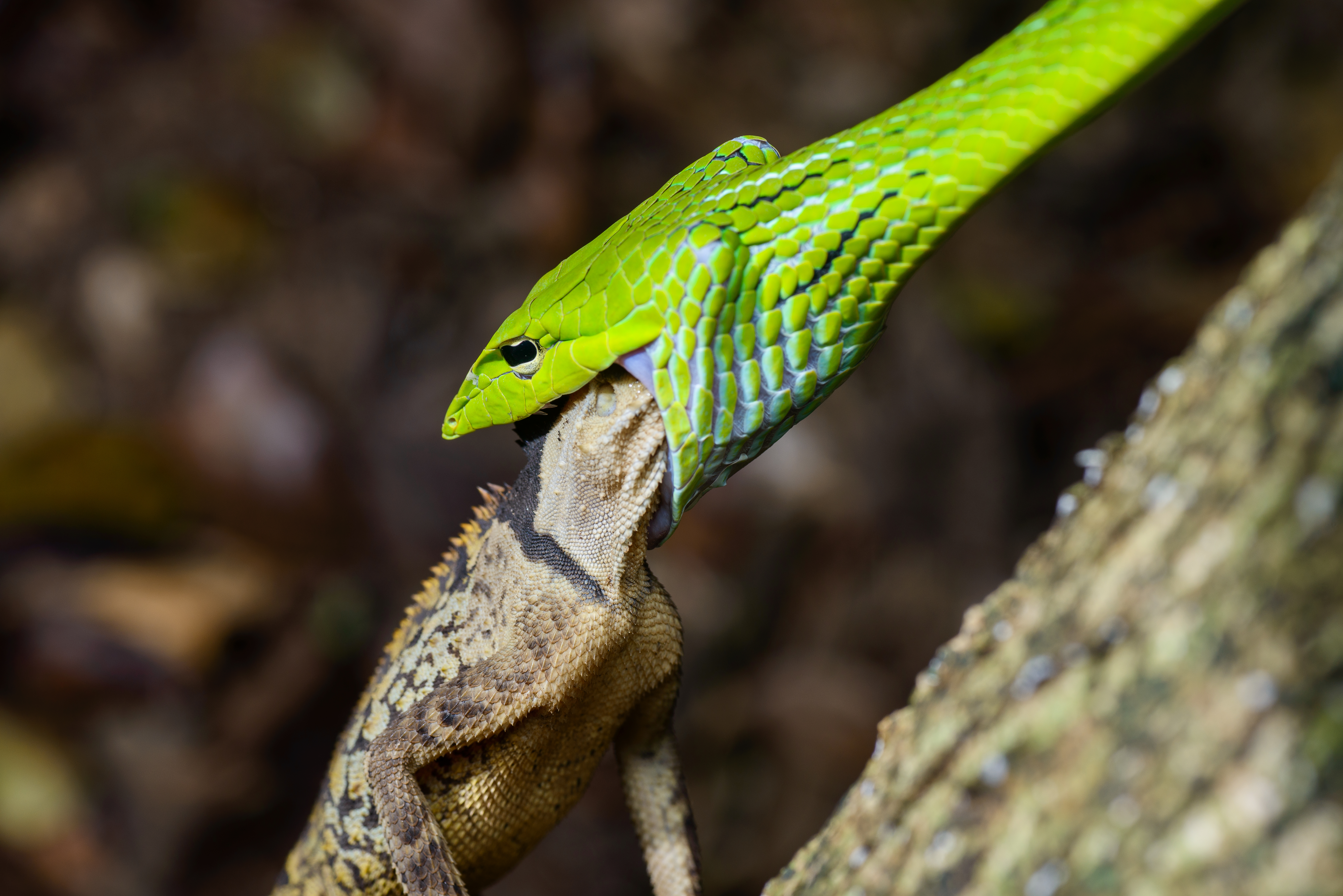
Dragon des montagnes avalé par un serpent liane ahaetulla prasina, parc national de Kaeng Krachan, Thaïlande

Il a une grande crête d'épines sur la nuque. Le mâle a aussi des épines au-dessus de leurs yeux. Ses yeux sont orange avec des pupilles rondes.

## Alimentation
L'acanthosaure de Boulenger mange des insectes.

## Reproduction
La femelle, ovipare, dépose dans un terrier au sol ses 10 à12 œufs.

## Publication originale
- Boulenger, 1885 : Catalogue of the lizards in the British Museum (Natural History) I. Geckonidae, Eublepharidae, Uroplatidae, Pygopodidae, Agamidae, Second edition, London, vol. 1, p. 1-436 (texte intégral).